# Tour de l'Ain 2007
Il Tour de l'Ain 2007, diciannovesima edizione della corsa, si svolse dal 12 al 15 agosto 2007 su un percorso di 559 km ripartiti in 4 tappe, con partenza da Montluel e arrivo a Lélex. Fu vinto dal francese John Gadret della Ag2r Prévoyance davanti al suo connazionale Ludovic Turpin e all'olandese Bauke Mollema.

## Tappe
| Tappa  | Data      | Percorso                      | km    | Vincitore di tappa  | Leader cl. generale |
| ------ | --------- | ----------------------------- | ----- | ------------------- | ------------------- |
| 1ª     | 12 agosto | Montluel > Hauteville-Lompnès | 152,5 | Beat Zberg          | Beat Zberg          |
| 2ª     | 13 agosto | Lagnieu > Bellignat           | 195,5 | Brian Bach Vandborg | Beat Zberg          |
| 3ª     | 14 agosto | Belley > Grand Colombier      | 128   | John Gadret         | John Gadret         |
| 4ª     | 15 agosto | Saint-Genis-Pouilly > Lélex   | 118,6 | Patrice Halgand     | John Gadret         |
| Totale | Totale    | Totale                        | 559   |                     |                     |

## Dettagli delle tappe

### 1ª tappa
- 12 agosto: Montluel > Hauteville-Lompnès – 152,5 km

| Pos. | Corridore         | Squadra      | Tempo    |
| ---- | ----------------- | ------------ | -------- |
| 1    | Beat Zberg        | Gerolsteiner | 3h24'50" |
| 2    | Niels Brouzes     | Auber '93    | a 6"     |
| 3    | Giovanni Visconti | Quick Step   | s.t.     |

| Pos. | Corridore         | Squadra      | Tempo    |
| ---- | ----------------- | ------------ | -------- |
| 1    | Beat Zberg        | Gerolsteiner | 3h24'40" |
| 2    | Niels Brouzes     | Auber '93    | a 10"    |
| 3    | Giovanni Visconti | Quick Step   | a 12"    |

### 2ª tappa
- 13 agosto: Lagnieu > Bellignat – 195,5 km

| Pos. | Corridore           | Squadra           | Tempo    |
| ---- | ------------------- | ----------------- | -------- |
| 1    | Brian Bach Vandborg | Discovery Channel | 3h54'51" |
| 2    | Frédéric Bessy      | Cofidis           | s.t.     |
| 3    | Dmytro Grabovskyy   | Quick Step        | s.t.     |

| Pos. | Corridore         | Squadra      | Tempo    |
| ---- | ----------------- | ------------ | -------- |
| 1    | Beat Zberg        | Gerolsteiner | 7h19'49" |
| 2    | Niels Brouzes     | Auber '93    | a 10"    |
| 3    | Giovanni Visconti | Quick Step   | a 12"    |

### 3ª tappa
- 14 agosto: Belley > Grand Colombier – 128 km

| Pos. | Corridore      | Squadra  | Tempo    |
| ---- | -------------- | -------- | -------- |
| 1    | John Gadret    | AG2R     | 3h34'18" |
| 2    | Ludovic Turpin | AG2R     | a 35"    |
| 3    | Bauke Mollema  | Rabobank | a 40"    |

| Pos. | Corridore      | Squadra  | Tempo     |
| ---- | -------------- | -------- | --------- |
| 1    | John Gadret    | AG2R     | 10h54'13" |
| 2    | Ludovic Turpin | AG2R     | a 39"     |
| 3    | Bauke Mollema  | Rabobank | a 46"     |

### 4ª tappa
- 15 agosto: Saint-Genis-Pouilly > Lélex – 118,6 km

| Pos. | Corridore           | Squadra         | Tempo    |
| ---- | ------------------- | --------------- | -------- |
| 1    | Patrice Halgand     | Crédit Agricole | 3h29'31" |
| 2    | Johannes Fröhlinger | Gerolsteiner    | s.t.     |
| 3    | Nicolas Crosbie     | Bouygues        | a 21"    |

| Pos. | Corridore      | Squadra  | Tempo     |
| ---- | -------------- | -------- | --------- |
| 1    | John Gadret    | AG2R     | 14h26'39" |
| 2    | Ludovic Turpin | AG2R     | a 39"     |
| 3    | Bauke Mollema  | Rabobank | a 46"     |

## Classifiche finali

### Classifica generale
| Pos. | Corridore           | Squadra          | Tempo     |
| ---- | ------------------- | ---------------- | --------- |
| 1    | John Gadret         | Ag2r Prévoyance  | 14h26'39" |
| 2    | Ludovic Turpin      | Ag2r Prévoyance  | a 39"     |
| 3    | Bauke Mollema       | Rabobank         | a 46"     |
| 4    | Beat Zberg          | Gerolsteiner     | a 1'45"   |
| 5    | Johann Tschopp      | Bouygues Télécom | a 2'48"   |
| 6    | Aleksandr D'jačenko |                  | s.t.      |
| 7    | Guillaume Levarlet  | Auber '93        | a 3'12"   |
| 8    | Hubert Schwab       | Quick Step       | s.t.      |
| 9    | Mickaël Buffaz      | Cofidis          | a 3'21"   |
| 10   | Rémi Pauriol        | Crédit Agricole  | s.t.      |